# Le maschere
Le maschere è un'opera  in un prologo e tre atti del compositore Pietro Mascagni su libretto di Luigi Illica.

## Opera
L'opera, in parte basata su elementi precedenti contenuti nella giovanile Prima sinfonia in fa maggiore, costituì un omaggio di Mascagni all'opera buffa di Rossini e alla tradizione della commedia dell'arte. Essa venne data  in prima rappresentazione, simultaneamente in sei diverse città italiane, il 17 gennaio 1901: Teatro alla Scala (con Caruso nel ruolo di Florindo, Carelli in quello di Rosaura sotto la direzione di Toscanini con Claudio Leigheb recitante); al Teatro Carlo Felice di Genova; al Teatro Regio di Torino; al Teatro Costanzi di Roma; al Teatro La Fenice di Venezia e al Teatro Filarmonico di Verona. Due giorni dopo venne data al  Teatro San Carlo di Napoli interpretata da Anita Massa
Ad eccezione della rappresentazione al Costanzi di Roma diretta da Mascagni stesso Le maschere ricevette un'accoglienza sottotono, con la rappresentazione di Genova sospesa a metà a causa delle manifestazioni rumorose del pubblico. L'opera fu eseguita sporadicamente in Italia per i successivi quattro anni e poi sprofondò nel buio. Quando Mascagni decise di rivedere l'impostazione dell'opera e la ripropose nel 1931 il successo fu leggermente migliore ma non durò a lungo.

## Ruoli
| Personaggio             | Voce     | Cast della prima al Teatro La Fenice 17 gennaio 1901 (Direttore: - ) |
| ----------------------- | -------- | -------------------------------------------------------------------- |
| Rosaura                 | soprano  | Maria Farneti                                                        |
| Arlecchino Battocchio   | tenore   | Enrico Giordani                                                      |
| Colombina               | soprano  | Maria Fiori                                                          |
| Il Capitan Spaventa     | baritono | Nestore Della Torre                                                  |
| Brighella               | tenore   | Augusto Balboni                                                      |
| Dottor Graziano         | baritono | Felice Foglia                                                        |
| Pantalone De' Bisognosi | basso    | Ruggero Galli                                                        |
| Florindo                | tenore   | Elvino Ventura                                                       |
| Tartaglia               | baritono | Giovanni Bellucci                                                    |
| Giocadio                | parlato  | Carlo Duse                                                           |

## Trama
Nel prologo, una compagnia itinerante di teatranti della commedia dell'arte ed il loro impresario, presentano i personaggi che stanno per interpretare. Nei restanti tre atti si svolge un'azione fra tutti personaggi, e dopo molte vicissitudini, Florindo e Rosaura, aiutati da Colombina e Arlecchino, riescono a evitare il matrimonio che il padre di Rosaura, Pantalone, aveva progettato per lei.

## Registrazione
Mascagni: Le Maschere (Maria Josè Gallego, Vincenzo La Scola, Amelia Felle, Giuseppe Sabbatini, Enzo Dara; Orchestra e coro del Teatro Comunale di Bologna). Direttore: Gianluigi Gelmetti. Ricordi / Fonit Cetra RFCD 2004
Antonio Cassinelli, Cesy Broggini, Ferrando Rizzieri, Amedeo Berdini, 
Afro Poli; conductor Bruno Bartoletti . Trieste, 1961. Gala GL 100.731